# Cantine Ferrari
Ferrari F.lli Lunelli S.p.A., in breve Cantine Ferrari, è un'azienda vitivinicola ora italiana, che produce Vino Spumante - Metodo Classico sia per il mercato italiano che internazionale, aderente al consorzio Trentodoc che ne disciplina la produzione.
L'azienda fa parte del Gruppo Lunelli, che comprende la grappa trentina Segnana, i vini Tenute Lunelli, le acque minerali Surgiva, il prosecco Superiore Bisol, la Cedrata Tassoni oltre a Locanda Margon, ristorante premiato, secondo la guida 2020, con una stella Michelin.
All'interno delle cantine sono presenti circa 24 milioni di bottiglie che affinano sui propri lieviti, per un periodo che varia in base alla tipologia e alla linea prodotto.

## Storia
L'azienda viene fondata nel 1902 a Trento, al tempo parte della Contea del Tirolo nell’Impero austro-ungarico, da Giulio Ferrari, tornato da un periodo all'estero in Francia, Germania e una breve parentesi nordafricana, diffondendo lo Chardonnay, principale vitigno impiegato nella produzione del vino spumante.

### Gli anni '50 e la famiglia Lunelli
Con l'arrivo degli anni '50 Ferrari decide di cedere la propria attività ma, non avendo figli o eredi diretti, cerca potenziali acquirenti a cui affidare la cantina. Così nel 1952 tra i tanti pretendenti sceglie Bruno Lunelli, titolare di un'enoteca a Trento.
A partire dagli anni '70 e fino ai primi anni 2000, a Lunelli succedono i propri figli, Franco, Gino e Mauro. Durante gli anni della seconda generazione vengono lanciati il Ferrari Rosé, il Ferrari Perlé e il Giulio Ferrari Riserva del Fondatore.

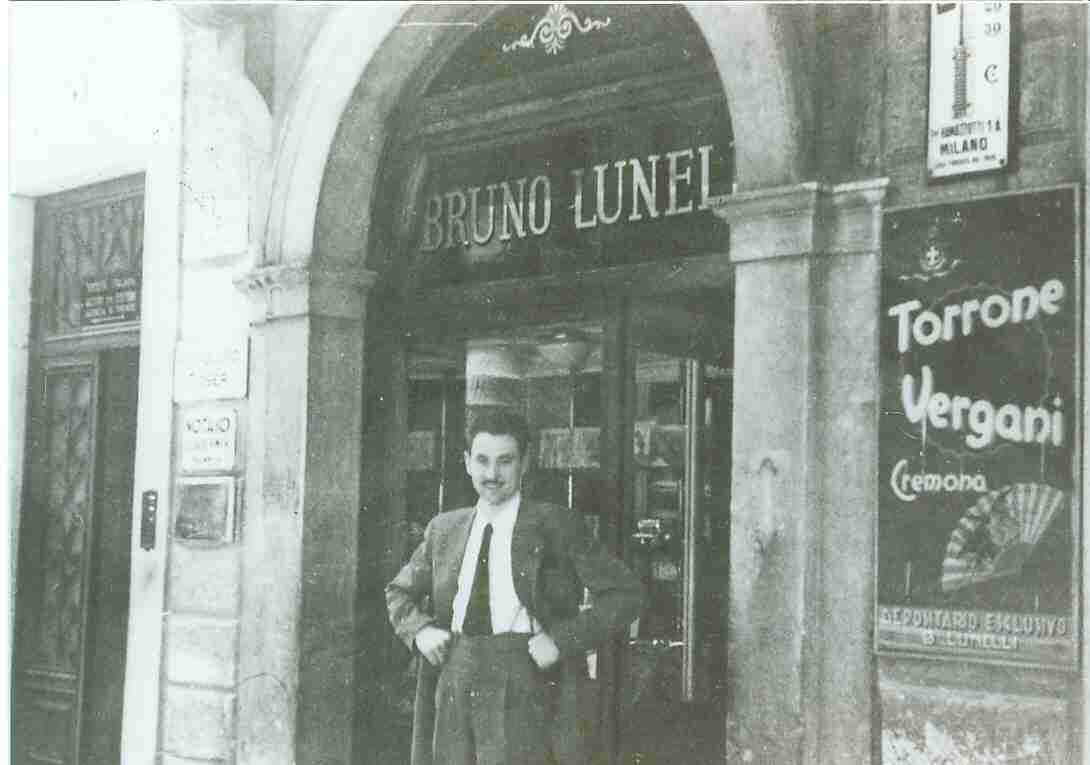
Bruno Lunelli

### La terza generazione: dal 2000 ad oggi
Nel 2001 Matteo Lunelli entra in azienda, fino alla nomina nel 2011 a presidente e amministratore delegato del Gruppo Lunelli. È proprio nel 2011 che avviene quindi il passaggio tra la seconda e la terza generazione che comprende anche Alessandro Lunelli (direttore tecnico), Marcello Lunelli (direttore enologo) e Camilla Lunelli (responsabile comunicazione e pubbliche relazioni).
Nel 2021 l'azienda Cedral Tassoni, produttrice della Cedrata Tassoni, entra a far parte del gruppo Cantine Ferrari.

## Caratteristiche del prodotto
Una delle principali caratteristiche del vino spumante Ferrari, riguarda la sua produzione. Essa viene eseguita secondo il metodo classico, definito anche metodo Champenoise che, a differenza del metodo Martinotti-Charmat tipico del prosecco, vede una tipologia di fermentazione e affinamento differente: il metodo classico consiste nell'introduzione di zuccheri e lieviti selezionati (liqueur de tirage) per indurre la rifermentazione dei vini direttamente all'interno della bottiglia.
Le Cantine Ferrari producono principalmente:
- Pas dosè (dosaggio zero), residuo zuccherino < 3 g/l[22]
- Extra brut, residuo zuccherino ≤ 6 g/l
- Brut, residuo zuccherino < 12 g/l
- Demi-sec (dolce), residuo zuccherino < 50 g/l

### Caratteristiche organolettiche
Le principali caratteristiche organolettiche del Ferrari metodo classico Trentodoc sono:
- Colore: giallo paglierino più o meno carico
- Spuma: fine e persistente
- Profumo: delicato sentore di lievito e mela golden; bouquet floreale più complesso nelle Riserve
- Sapore: tipico, vivace, armonico, con buon corpo

## Villa Margon

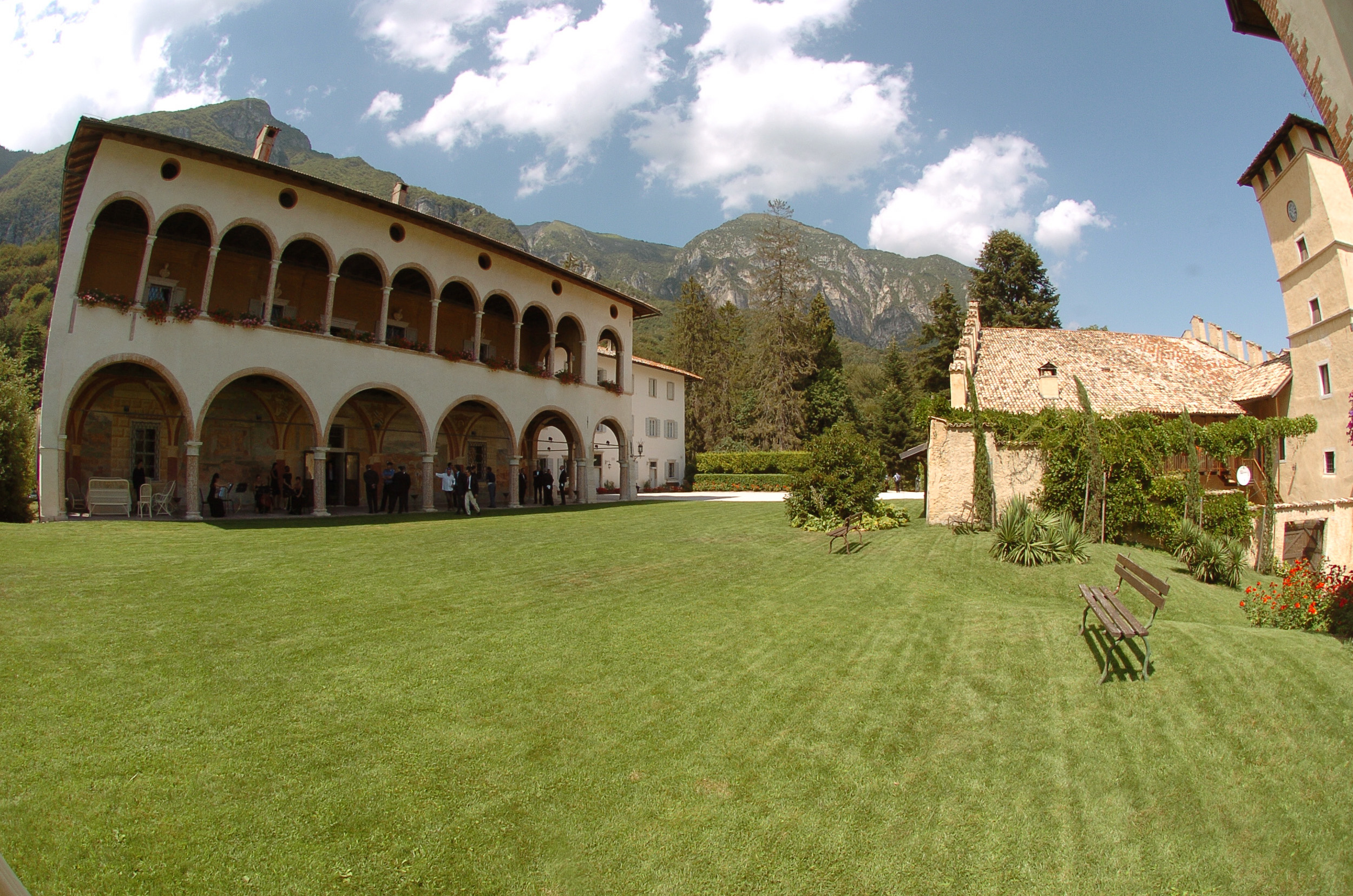
Villa Margon

Una delle proprietà del Gruppo Lunelli e delle Cantine Ferrari, è la cinquecentesca Villa Margon, residenza di famiglia e località di rappresentanza del Gruppo Lunelli.
La villa è una residenza che risale alla prima metà del '500 situata sulle colline che sovrastano Ravina, piccola frazione a sud della città di Trento. Essa ha ospitato durante gli anni del Concilio di Trento (1545-1563), numerosi cardinali giunti da tutta Europa per la grande assise che diede il via alla Controriforma. Tra i vari ospiti appare anche l'imperatore Carlo V, la cui presenza è raccontata in un ciclo di affreschi all'interno delle sale della villa, e il letto su il quale ha riposato.
La struttura è un edificio residenziale a pianta rettangolare di cui il portico è caratterizzato da eleganti loggiati ispirati alle ville veronesi del Rinascimento.
All’interno della residenza sono presenti una serie di sale affrescate che rappresentano documenti preziosi della pittura del Cinquecento in Trentino. Sono gli affreschi legati alla vita dell’imperatore Carlo V, alcune scene del Vecchio e del Nuovo Testamento e un ciclo dei 12 Mesi con riferimento alla viticoltura e vendemmia. Affiancano la villa la casa merlata con "toresela", ampliata nell’Ottocento, la Cappelletta della Natività di Maria Vergine, il giardino all’inglese e l’annesso parco.